# Národní park Fertő-Hanság
Fertő-Hanság je národní park v severozápadním Maďarsku, v župě Győr-Moson-Sopron. Nachází se na jižním okraji Neziderského jezera a sestává ze dvou hlavních, od sebe oddělených území. Toto chráněné území bylo zřízeno v roce 1977, biosférickou rezervací je od roku 1979, ramsarským mokřadem od 1989 a status národního parku získalo v roce 1991. Jeho rozloha je 237 km2.
Podstatnou část parku zaujímají vodní plocha jezera a okolní rákosové mokřady a bažiny, ve kterých žije velký počet druhů ryb, obojživelníků a dalších organismů vázaných na vodní prostředí. Neziderské jezero a jeho okolí představuje zároveň významnou ptačí oblast, především v době migrace. Vyskytují se zde např. volavka bílá, husa velká, volavka červená, kolpíci, volavka vlasatá, bukáček malý, zrzohlávka rudozobá či polák malý.
Kulturní krajina Neziderského jezera (zahrnující i rakouské území) byla v roce 2001 zapsána na seznam světového kulturního dědictví UNESCO. Archeologické nálezy prokázaly, že toto území bylo obývané již v době 6000 let před naším letopočtem. Nachází se zde několik památek z období starověkého Římu. Právě Římané do této oblasti přinesli vinnou révu, která se zde pěstuje dodnes. Kromě zástavby v duchu jednoduchosti vesnické architektury z 18. a 19. století se tu nachází i několik hradů výjimečné kulturní hodnoty.

## Fotogalerie

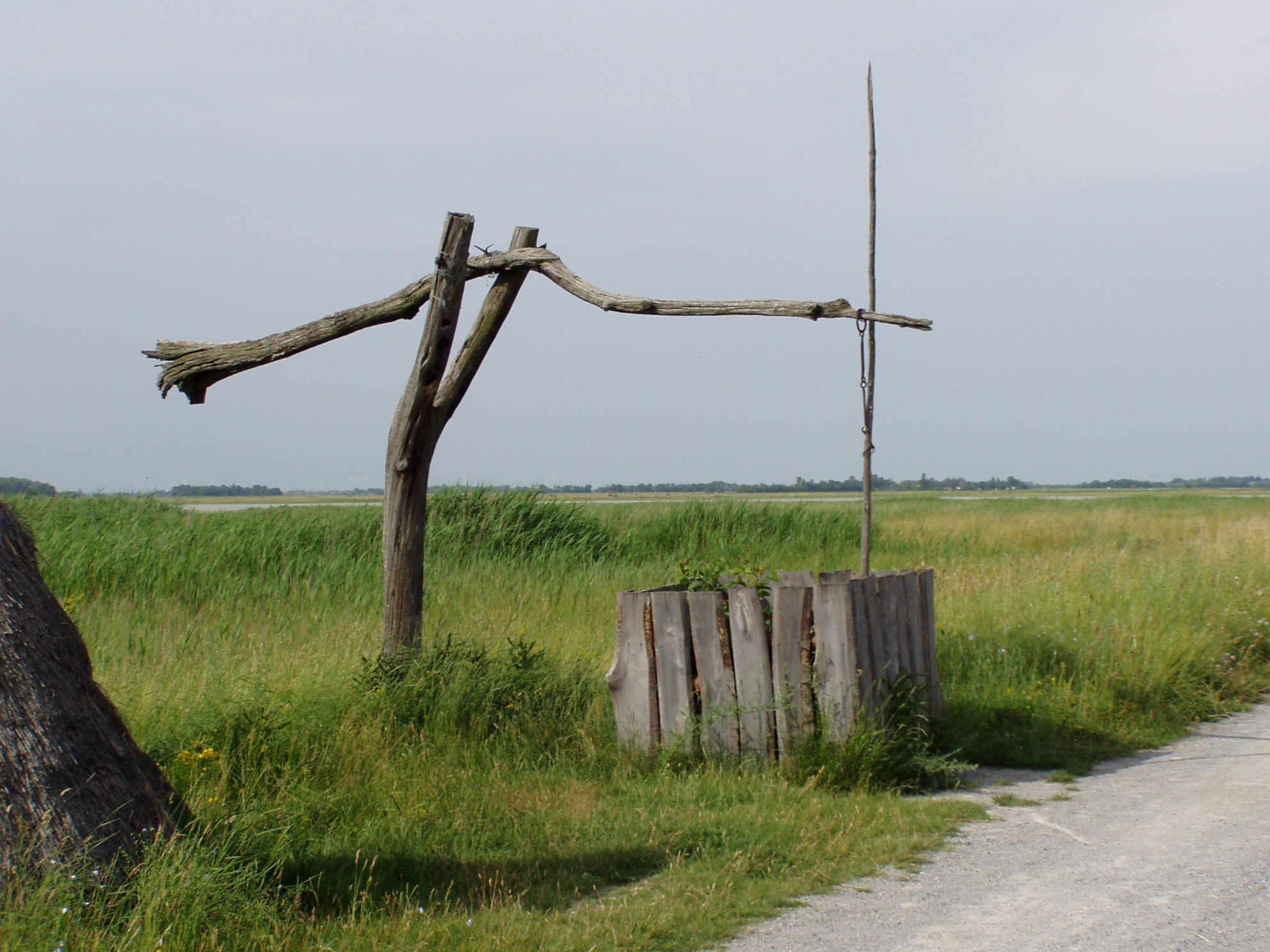
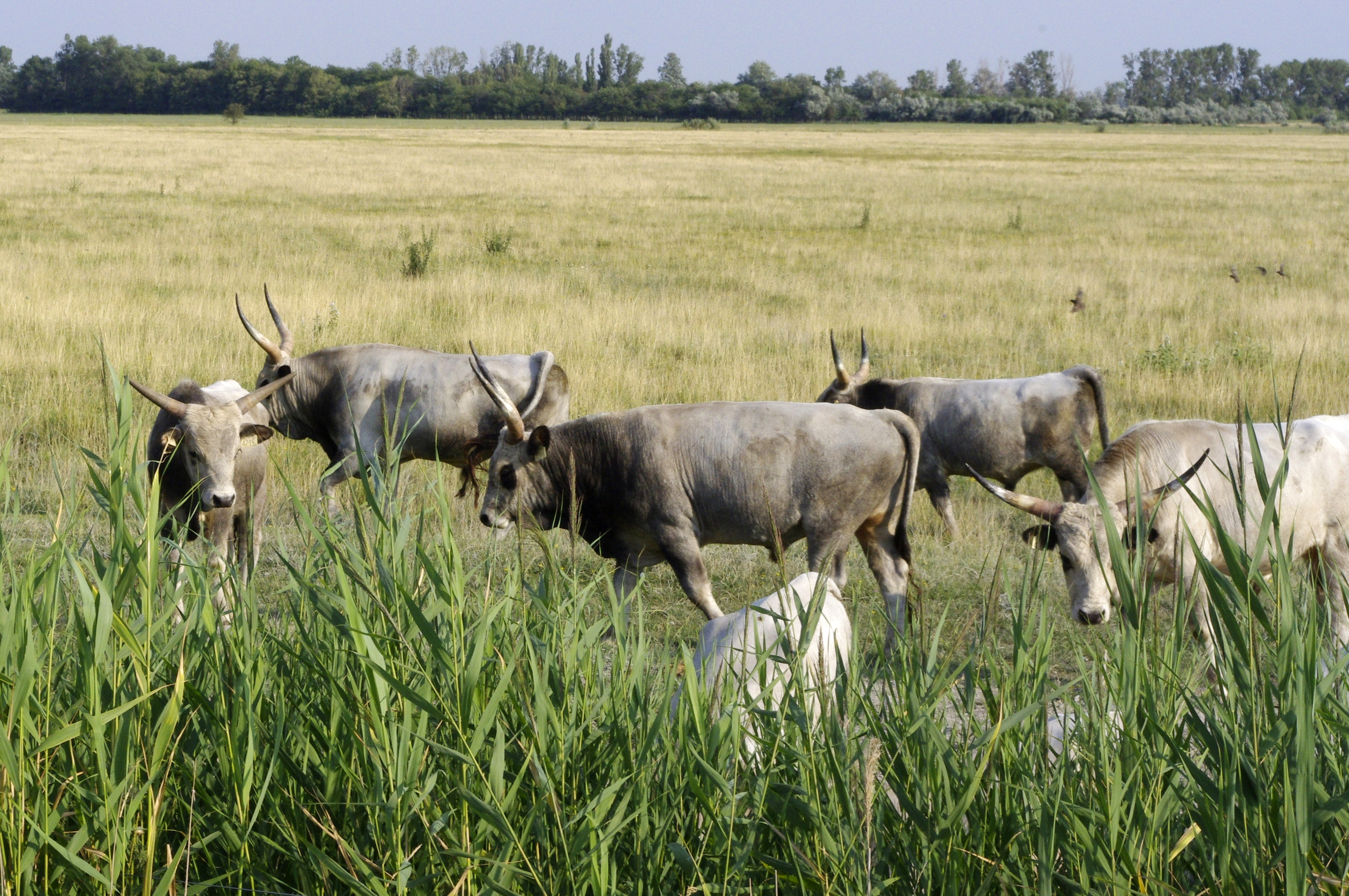
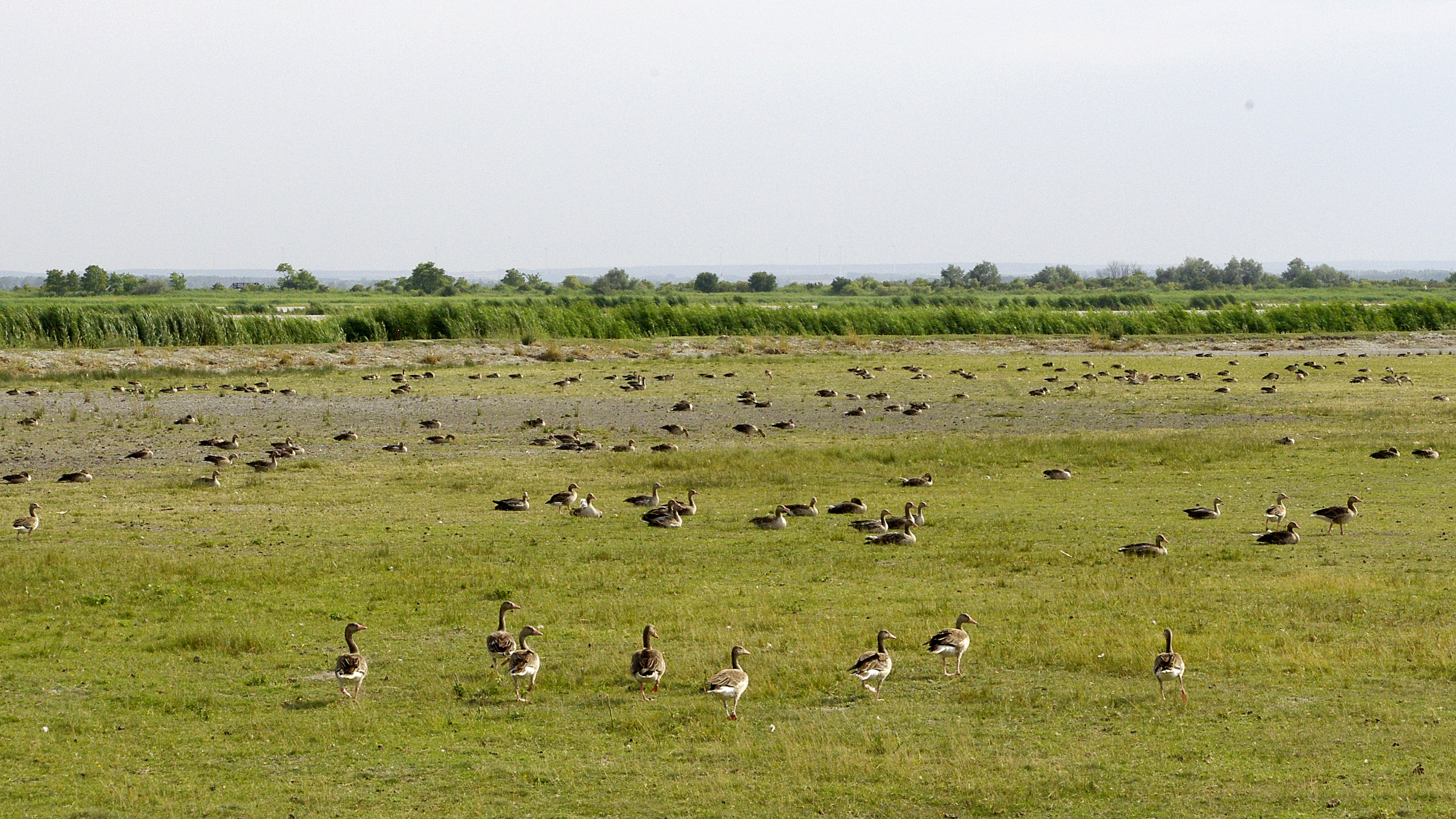